# Danela Arsovska
Danela Arsovska es una economista y abogada macedonia.

## Carrera profesional
En 2014, Danela fue elegida presidenta de las Cámaras de Comercio de Macedonia.

## Premios
- En 2018, el World Business Angels Investment Forum premió a Arsovska como "Mejor modelo a seguir de mujer de negocios del sudeste de Europa".[6]
- En 2019, reconocimiento por contribución especial al desarrollo del emprendimiento.[7]
- En 2020, reconocimiento a la contribución al desarrollo aduanero.[8]